# Reizo Koike
Reizo Koike (n. 12 decembrie 1915, Numazu, Japonia – d. 3 august 1998) a fost un înotător ce a reprezentat Japonia, medaliat olimpic. A participat la 2 ediții ale Jocurilor Olimpice (1932, 1936) în care a câștigat o medalie de argint și o medalie de bronz.